# 일라-캅카바
일라 캅카바(Ila kabkaba, 생몰년미상)은 기원전 19세기경의 아모리인의 족장이다. 아시리아 왕명표에 의하면 아시리아 제25대 왕이지만 사실은 아니다. 그는 아모리트 계 하나족의 족장으로 놀랍게도 유프라테스강 계곡의 도시 마리의 상류의 세력권으로 하였다.
같은 하나족인 야기트림과 주변의 지배권을 두고 싸웠다 생각된다. 그는 그에 패하여 바빌로니아에 달아났다。그 후 에쉬눈나와 영토를 두고 싸웠다고 생각된다。
그는 두 왕자, 아미누와 샴시-아닷 1세가 있었는데、샴시・아다드가 후계자가 되었다.

## 같이 보기
- 아시리아의 왕
- 아시리아인
- 아시리아

틀:토마글